# Broby (Denemarken)
Broby is een voormalige gemeente gemeente in Denemarken. De oppervlakte bedroeg 99,94 km². De gemeente telde 6353 inwoners waarvan 3214 mannen en 3139 vrouwen (cijfers 2005). Hoofdplaats was Nørre Broby.
Sinds 1 januari 2007 hoort de gemeente bij gemeente Faaborg-Midtfyn.